# Lada Niva
A Lada Niva (oroszul: Лада Нива / Lada Nyiva) – 2006 óta Lada 4×4 márkanév alatt forgalmazzák – az orosz Lada autómárka egyik típusa, amelyet terepjárásra fejlesztettek ki az 1970-es években. Az alapváltozat típusjelzése VAZ–2121. A kritikusok a Niváról azt tartják, hogy jó terepjáró képességekkel rendelkezik, olcsón javítható, igénytelen, erős a fűtése és jó a rugózása, viszont a gyártási minősége gyenge és rettenetesen sokat fogyaszt.

## Története
1977. április 5-én gördült le a gyártósorról az első modell. Az első modell és a mai modellek között kevés változás vehető észre. A Niva volt a világ egyik első önhordó karosszériás terepjárója. Az önhordó autó az alvázasokhoz képest könnyebb, jobb torziós merevségű.
Az első generációs Nivát (típusjelzése: VAZ–2121) 1977 és 1994 között gyártották 1,6 literes benzinmotorral, amely eleinte 72, majd 80 lóerős volt. 1994-ben a modell frissítésekor (típusjelzése: VAZ–21213) a hátsó vízszintes lámpát függőlegesen helyezték el, így a csomagteret kényelmesebben lehetett pakolni, a motor űrtartalmát pedig 1,7 literesre növelték. 2001-ben a motort hengerenkénti Bosch injektorosra (típusjelzése: VAZ–21214 ill. Lada 4×4). A nyugati piacokon a Peugeot 1,9-es szívó dízelmotorjával árusították a Nivát (típusjelzése: VAZ–21215).
2010-ben ismét frissítették a Nivát (Lada 4×4M). Kívül két új első indexburát és új tükörházakat kapott, belül pedig korszerűbb, digitális műszereket és kényelmesebb ülések szereltek be. Új fékrendszere és tengelykapcsolója, valamint puhább futóműve lett az új nivának. Nyugat-Európában a Niva piaca beszűkült, mivel több környezetvédelmi előírásnak nem felel meg. Oroszországban viszont nincs valódi alternatívája, így nem tudni, hogy meddig fogják gyártani. Ugyanebben az évben bejelentették, hogy a Nivát a jövőben Dacia alapokra kívánják tenni, modernizálni szeretnék a kocsi formáját, de a nevét meg kívánják hagyni.

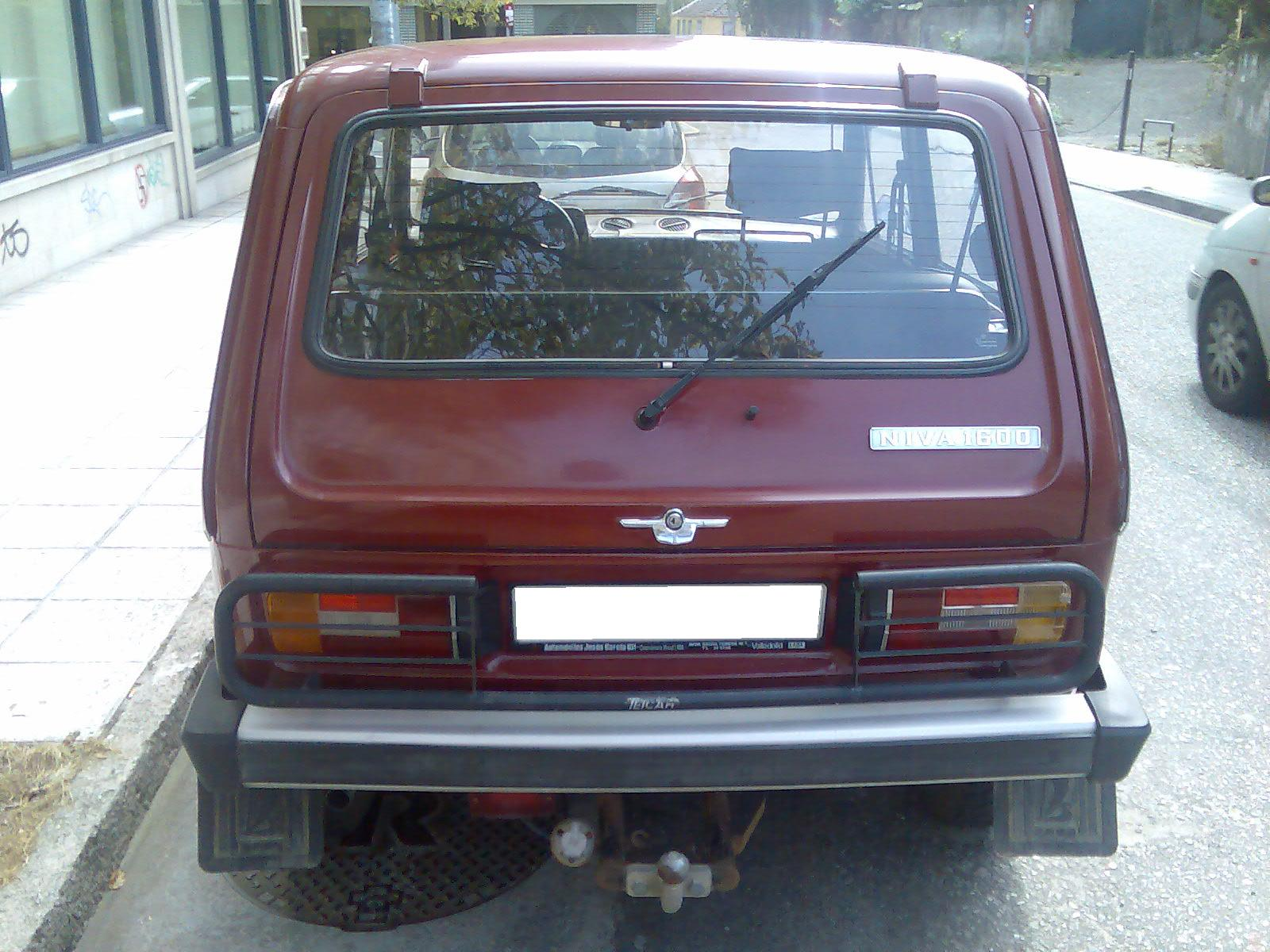
VAZ–2121

2011-ben Euro 5-ös motort kapott, a Lada Priora típus 16 szelepes motorját.

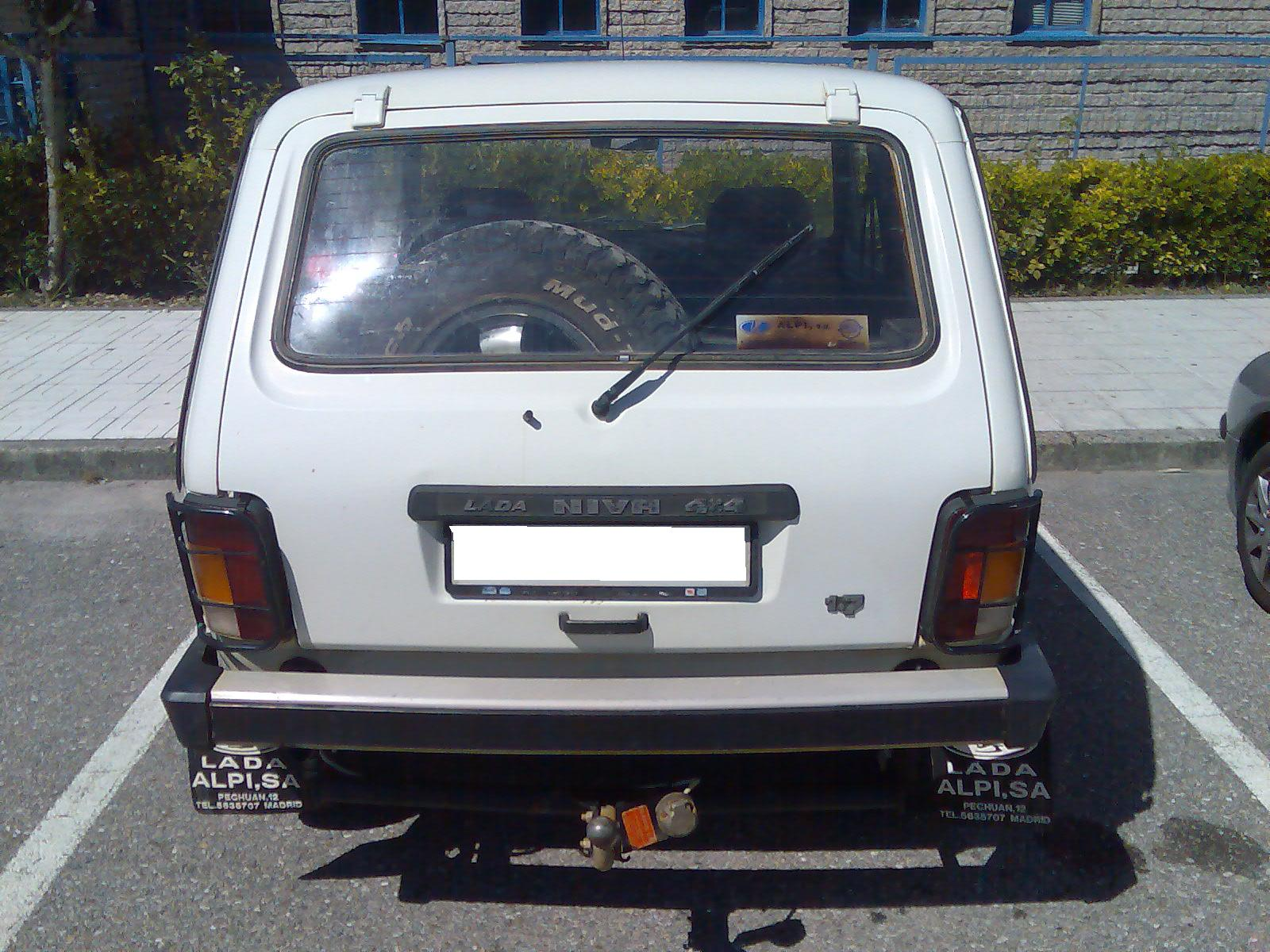
VAZ–21213

2013. március 12-én az AutoVaz legyártotta a 2 milliomodik Lada 4×4-et. Egy évvel később kiadták az autó városi változatát Lada 4×4 Urban néven.
2017-ben a gyártás 40. évfordulója alkalmából 1977 darab emlék Lada 4×4-et gyártottak le.

## Műszaki adatok
A Lada Niva típusváltozatai között külsőre kevés különbség található, de műszaki jellemzőiben eltérések vannak.
| Lada Niva                  | VAZ–2121 | VAZ–21213 | VAZ–21214 |
| -------------------------- | -------- | --------- | --------- |
| Tömeg (kg)                 | 1150     | 1210      | 1210      |
| Gyorsulás 100 km/h-ra (s)  | 23       | 19        | 25        |
| Legnagyobb sebesség (km/h) | 132      | 137       | 125       |
| Hengerűrtartalom (cm³)     | 1580     | 1690      | 1690      |

## Lada Taiga
A Nivát Ausztriába is exportálták már a kezdetek kezdetén. A neve azonban nem Niva, hanem Taiga volt. Ezek az autók annyiban tértek el a Niváktól, hogy volt króm küszöbdíszléce és a hűtőmaszkon is krómborítás volt.

## Magyarországi jelenléte
A Nivát Magyarországra 1982-83-ban hozták be először. 1990–2010 között a végelszámolásig a Hungarolada volt az importőr. Azóta több cég foglalkozik Niva értékesítésével Kecskeméten, Kaposvárott, Nyíregyházán.
Az alábbi változatok kaphatók Magyarországon:
- Lada Niva (VAZ–2121, VAZ–21213, VAZ–21214)
- 2010 óta kapható a Niva (VAZ–21214) teherautó változatban. Kivülről semmi változás, belül azonban csak két ülés van. A vállalkozók számára fontos, mivel teherautó után vissza tudják igényelni az áfát és a cégautó adót sem kell fizetni.[4]

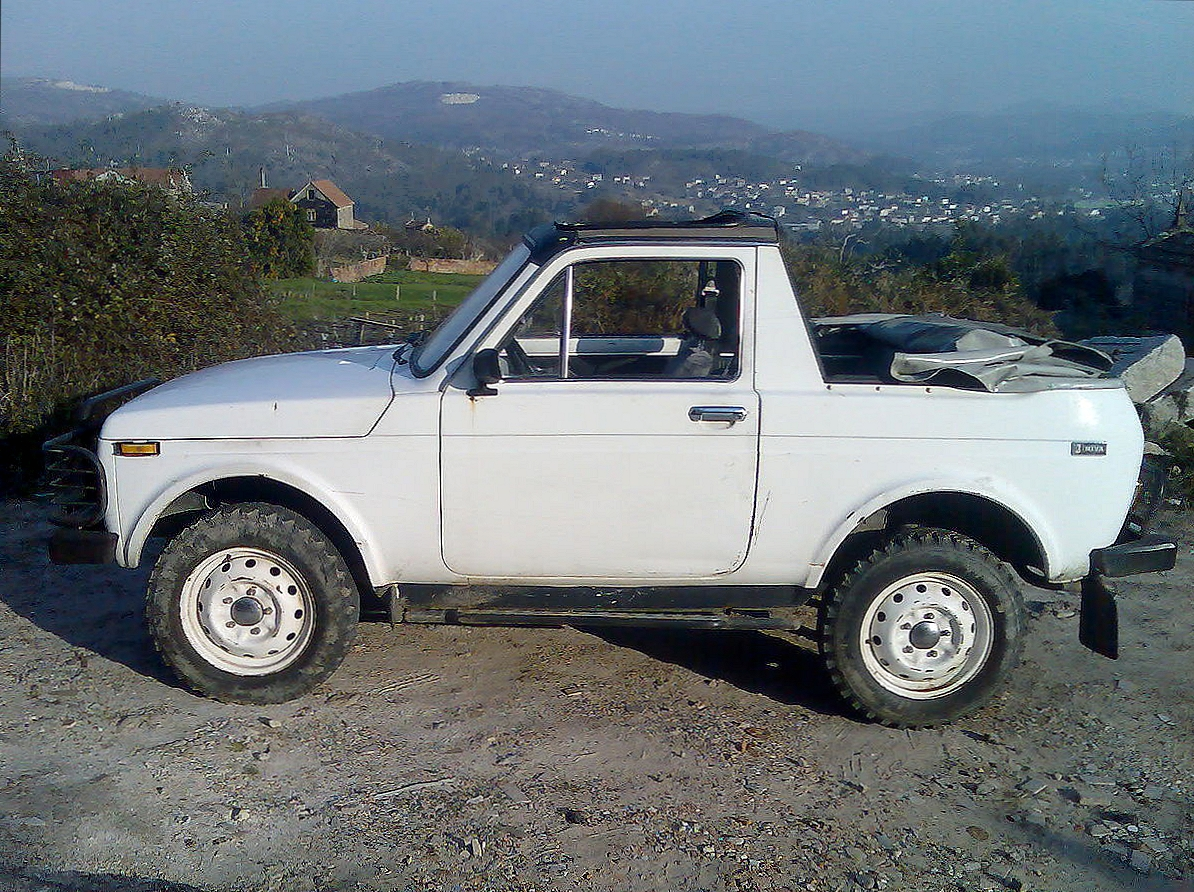
Kabrió kivitel

- Lada Niva Pickup (oroszul: Лада Нива Пикап) vagy platós Niva (VAZ–2329)
- Lada Niva (5 ajtós) (VAZ–2131)

## Chevrolet Niva
A Chevrolet Niva a Lada Niva utódja, a GM és az AvtoVAZ első közös terméke. A gyártást 2002-ben kezdték el VAZ–2123 típusjelzéssel.